# Nico Verhoeven
Nicolaas Cornelis Maria "Nico" Verhoeven (nascido em 2 de outubro de 1961) é um ex-ciclista holandês que foi profissional de 1985 a 1995. Representou os Países Baixos nos Jogos Olímpicos de Verão de 1984 em Los Angeles, na prova de estrada, onde ele não terminou a corrida. Verhoeven venceu a primeira etapa no Tour de France 1987.